# Ajuntament de Sentmenat
L'Ajuntament de Sentmenat és un edifici del municipi de Sentmenat (Vallès Occidental). L'obra està inclosa en l'Inventari del Patrimoni Arquitectònic de Catalunya.

## Descripció
L'edifici de la Casa de la Vila forma part del conjunt de la plaça porticada, constituïda per arcs de mig punt (cinc als costats laterals i cinc al costat de la façana, a més dels tres de la Casa de la Vila). L'ajuntament, és un edifici de planta i dos pisos amb teulada a quatre vessants i torre superior, també amb coberta a quatre vessants.
A la façana principal hi ha, al fons del porxo, la porta d'accés allindanada i dues finestres de la mateixa tipologia. Damunt dels arcs del porxo hi ha, al primer pis, un balcó corregut de tres obertures rectangulars i, al segon pis, tres finestres rectangulars. Totes les obertures són emmarcades en pedra.
A la part superior hi ha un ràfec sobresortint. La torre del Rellotge, centrada, té base quadrada i pilastres adossades de tipus clàssic.